# Retrofokus

Funktionsprinzip eines Retrofokus-Objektivs (Lichteinfall von links).
H ist die bildseitige Hauptebene

Der Begriff Retrofokus bezeichnet eine besondere Bauweise von Objektiven mit künstlich verlängerter Schnittweite. Das Wort Retrofokus beschreibt dabei bereits im Kern die wesentliche Eigenschaft dieser Objektive: es leitet sich ab vom lateinischen retro: rückwärts, zurück und focus: Feuerstätte, Herd, im übertragenen Sinne Brennpunkt. Retrofocus bedeutet übersetzt also: Den Brennpunkt zurücksetzen. 

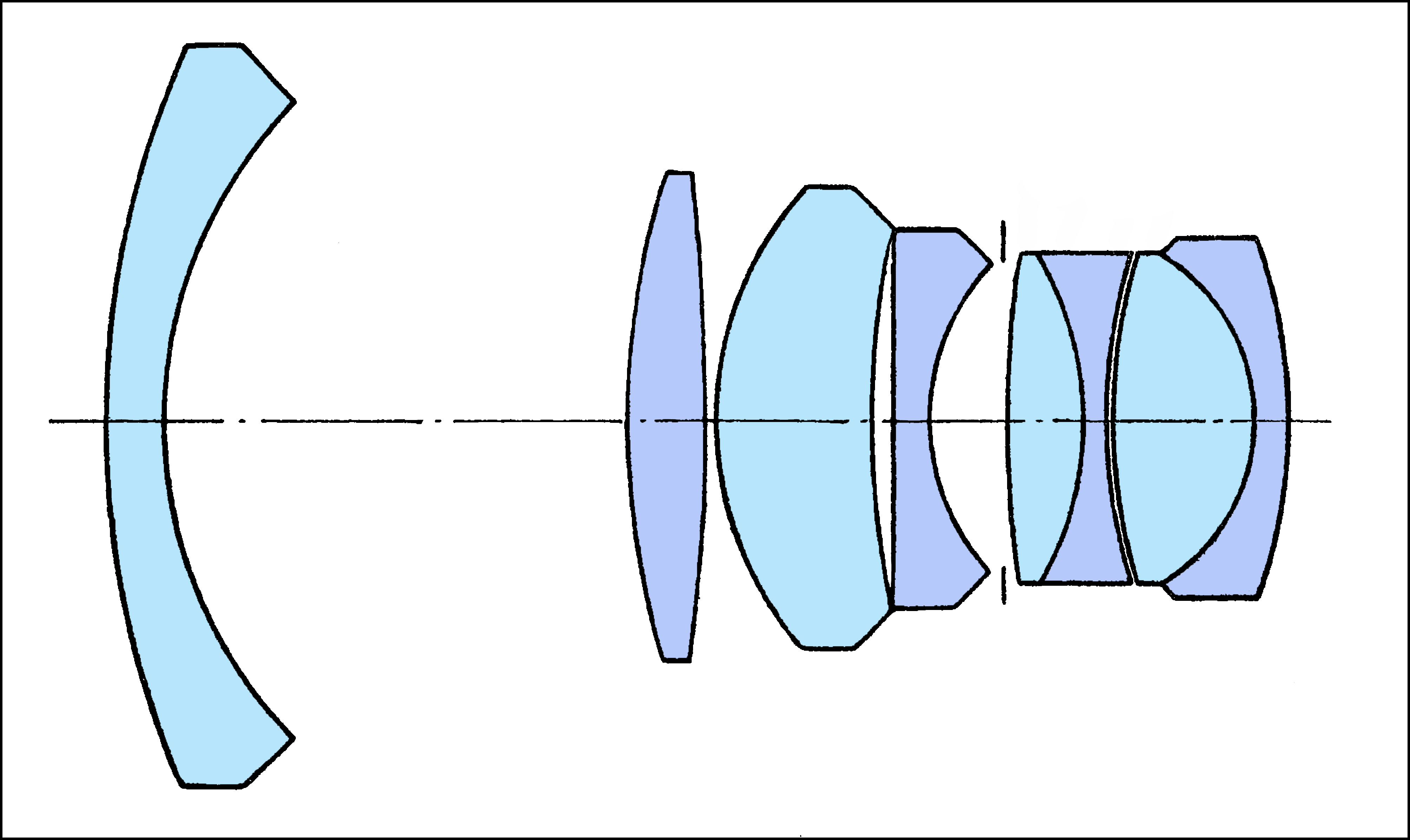
Dass bei Retrofokus-Objektiven nicht besonders kurze Brennweiten und große Bildwinkel vorhanden sein müssen, sondern der Aspekt der gegenüber der Brennweite stark angehobenen Schnittweite ausschlaggebend ist, zeigt dieses von Robert Geißler am 13. Dezember 1956 angemeldete Patent Nr. DD17.867 auf ein Normalobjektiv 1,5/50 mm für Kleinbild-Spiegelreflexkameras.

## Motivation
Bei Einstellung eines Objektivs auf die Entfernung „unendlich“ entspricht der Abstand zwischen der bildseitigen Hauptebene des Objektivs und der Bildebene gerade der Brennweite. Wenn das Objektiv aus einer einzelnen dünnen Sammellinse besteht, würde diese genau in der bildseitigen Hauptebene liegen. Bei Objektiven mit sehr kurzer Brennweite kann dieser Abstand für bestimmte technische Anwendungen jedoch zu klein werden. Beispielsweise muss bei einer einäugigen Spiegelreflexkamera zwischen Objektiv und Bildebene noch genug Platz für den Schwingspiegel bleiben. Die Retrofokusbauweise erlaubt es, die Schnittweite des Objektivs zu vergrößern, ohne die Brennweite zu verändern. Die Linsen des Objektivs können dabei vor der bildseitigen Hauptebene liegen. Objektive mit Brennweiten, die deutlich kleiner sind als die minimal mögliche Schnittweite des Kamerasystems (bei Kleinbild-Spiegelreflexkameras um ca. 38 mm, je nach System) fertigt man üblicherweise in Retrofokusbauweise.

## Geschichte
Die ersten Retrofokusobjektive nach heutigem Verständnis wurden 1931 für Farbfilmkameras entwickelt, die nach dem Prinzip des Strahlenteilers arbeiteten. Hinter dem Objektiv musste bei diesen frühen Kameras genug Platz für einen Farbteiler bleiben. Dadurch wurde der Abstand zwischen Objektiv und Filmebene so groß, dass im Verhältnis zur Brennweiten eine stark verlängerte Schnittweite benötigt wurde. Ein Bedarf zur massenweisen Verbreitung dieses Objektivtyps mit künstlich verlängerter Schnittweite ergab sich aber erst, als nach dem Zweiten Weltkrieg die Kleinbild-Spiegelreflexkamera den Photomarkt zu dominieren begann, für die die bisher bekannten Weitwinkelobjektive nicht eingesetzt werden konnten. Daher wurden etwa zeitgleich in Frankreich und im besetzten Deutschland für diese Kleinbild-Kameras geeignete spezielle Weitwinkelobjektive der später so genannten Retrofokus-Bauart entwickelt. Zum 13. August 1949 wurde bei Carl Zeiss in Jena die Rechnung für ein "Flektogon 2,8/35" mm abgeschlossen, das dann erstmals auf der Leipziger Frühjahrsmesse im März 1950 präsentiert wurde und im Juli desselben Jahres in Produktion ging. Ebenfalls im Jahre 1950 wurde von Pierre Angénieux ein "Angénieux Retrofocus R1 2,5/35" herausgebracht. Dessen ursprüngliche Produktbezeichnung "Retrofocus" konnte sich im Laufe der Zeit als Gattungsbegriff für diese Objektivbauform durchsetzen.
Bei den ersten Konstruktionen wurde eine Streulinse vor ein vorhandenes Objektiv gesetzt, was die Korrektur der Abbildungsfehler schwierig machte, wenn das Weitwinkelobjektiv gleichzeitig lichtstark sein sollte. Der Aufbau eines hochwertigen Retrofokusobjektivs ist aufwändig, aber durch moderne Berechnungs- und Herstellungsmethoden beherrschbar. Der asymmetrische Aufbau und die für große Bildwinkel nötigen großen Frontlinsen machen die Korrektur der Abbildungsfehler schwierig. Um auch im Nahbereich eine gute Abbildungsleistung zu erreichen, werden bei hochwertigen Konstruktionen Linsenelemente beim Fokussieren gegeneinander verschoben (floating elements).

Prinzip des Telephoto-Designs.
H ist die bildseitige Hauptebene

## Retrofokusobjektiv / Teleobjektiv
Die Retrofokusbauweise ist die Umkehrung der Tele-Bauform (englisch: Telephoto-Design) von Objektiven: Teleobjektive sind kürzer als ihre Brennweite. Beim Teleobjektiv steht erst eine positive Gruppe (Sammellinse) im Strahlengang, gefolgt von einer negativen Gruppe (Zerstreuungslinse), wodurch die Baulänge kürzer als die Brennweite wird (Prinzip des Galilei-Fernrohres). Bei Retrofokusobjektiven wird die Reihenfolge umgekehrt, wodurch sich die Baulänge vergrößert.
In der fotografischen Praxis hat es sich eingebürgert, den Begriff Teleobjektiv allgemein für Objektive mit einer größeren Brennweite als der Normalbrennweite zu verwenden – auch wenn es sich nicht um eine echte „Tele“-Konstruktion handelt.

## Siehe auch

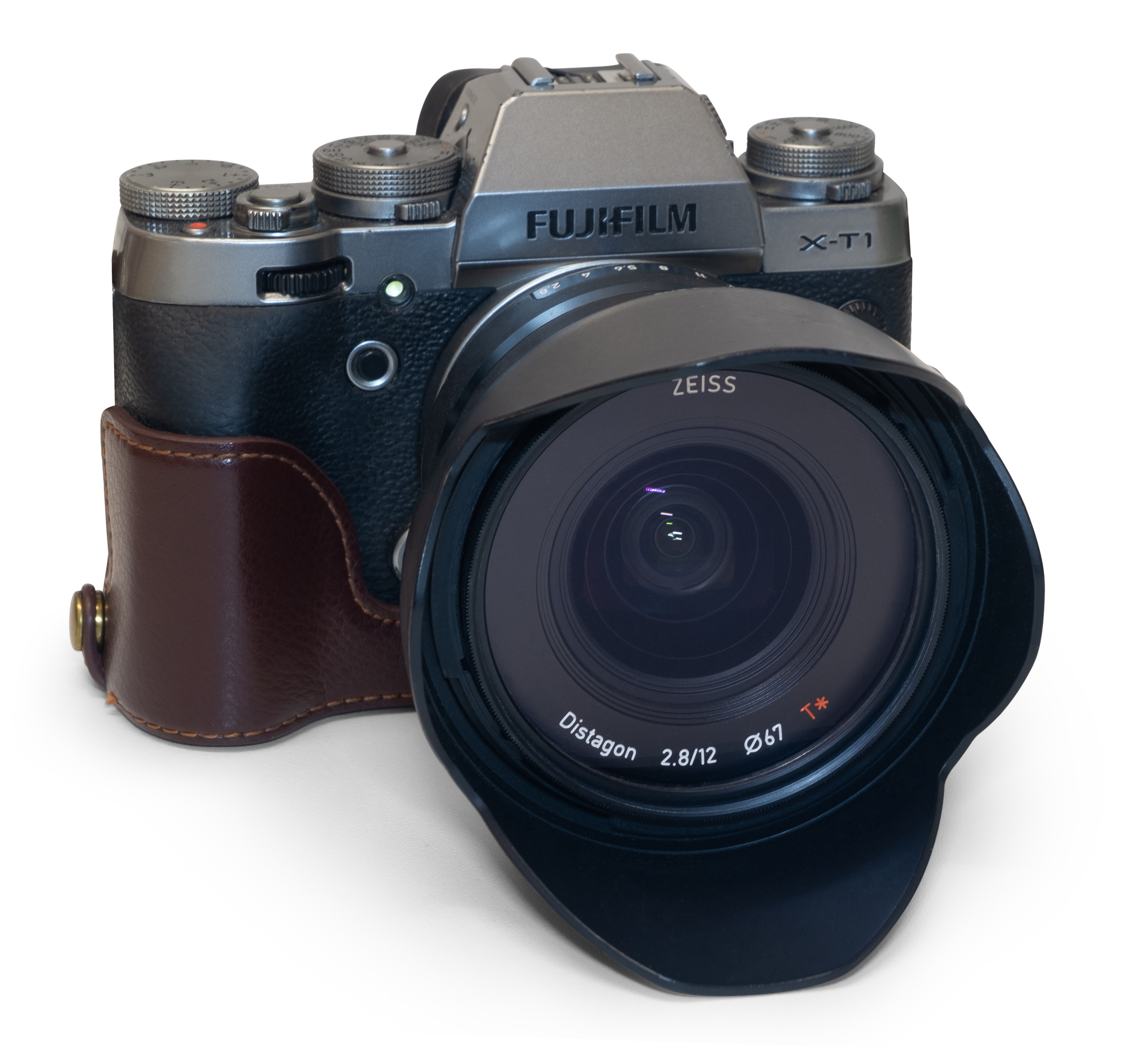
Zeiss Distagon 2,8/12